# Harry Bartell
Harry Bartell, né le 28 novembre 1913 à La Nouvelle-Orléans en Louisiane (États-Unis) et mort le 26 février 2004 à Ashland dans l'Oregon, est un acteur américain.

## Filmographie partielle
- 1943 : Destination Tokyo de Delmer Daves
- 1953 : La Fille qui avait tout (The Girl Who Had Everything) de Richard Thorpe
- 1954 : Mardi, ça saignera (Black Tuesday) de Hugo Fregonese
- 1955 : La police était au rendez-vous (Six Bridges to Cross) de Joseph Pevney
- 1956 : Johnny Concho, de Don McGuire
- 1956 : Crusader (TV)
- 1958 : Voice in the Mirror de Harry Keller
- 1965 : Les Mystères de l'Ouest (The Wild Wild West), (série TV) - Saison 1 épisode 19, La Nuit des Esprits de Feu (The Night of the Flaming Ghost), de Lee H. Katzin : Will Glover